# Кривлянка (приток Снова)
Кривлянка — правый приток Снова, протекающий по Климовскому району (Брянская область, Россия).

## География
Длина — около 7 км.
Русло извилистое. У истоков русло выпрямлено в канал (канализировано), шириной 5 м и глубиной 1,7 м. Пойма занята лугами и заболоченными участками, частично лесом. В долине реки есть месторождения торфа. На реке в среднем течении создано несколько прудов.
Берёт начало севернее села Ольховики. Река течёт на север. Впадает в Снов северо-восточнее села Лужки.
На правом берегу в селе Лакомая Буда расположена Усадьба Шведа (начало XIX века) с парком (площадь 5 га).
Населённые пункты на реке (от истока к устью):
Климовский район
1. Лакомая Буда
2. Лужки